# Municipio de Stevens (Minnesota)
El municipio de Stevens (en inglés: Stevens Township) es un municipio ubicado en el condado de Stevens en el estado estadounidense de Minnesota. En el año 2010 tenía una población de 77 habitantes y una densidad poblacional de 0,83 personas por km².

## Geografía
El municipio de Stevens se encuentra ubicado en las coordenadas 45°27′12″N 96°10′42″O / 45.45333, -96.17833. Según la Oficina del Censo de los Estados Unidos, el municipio tiene una superficie total de 93.12 km², de la cual 92,57 km² corresponden a tierra firme y (0,59 %) 0,55 km² es agua.

## Demografía
Según el censo de 2010, había 77 personas residiendo en el municipio de Stevens. La densidad de población era de 0,83 hab./km². De los 77 habitantes, el municipio de Stevens estaba compuesto por el 92,21 % blancos, el 7,79 % eran de otras razas. Del total de la población el 7,79 % eran hispanos o latinos de cualquier raza.